# Mississippifloden
Mississippifloden udspringer 450 meter over havet i Lake Itasca i det nordlige Minnesota. Mississippi løber ud i Den Mexicanske Golf ca. 160 km neden for New Orleans i Louisiana.
Mississippifloden er den næstlængste flod i USA; den længste er Missouri-floden, der løber ind i Mississippifloden. Den samlede længde af de to floder er ca. 6.270 km, og tilsammen udgør de det største flodsystem i USA.

## Geografi
Mississippifloden udspringer 450 m o. havet i Lake Itasca i det nordlige Minnesota. Ved St. Louis i staten Missouri støder Missourifloden til Mississippifloden, og ved Cairo i Illinois mere end fordobles flodens vandmængde af Ohioflodens tilløb. I staten Arkansas støder Arkansasfloden til. Mississippi løber ud i Den Mexicanske Golf ca. 160 km neden for New Orleans i Louisiana. En regndråbe, der falder i Lake Itasca, vil nå Den Mexicanske Golf på ca. 90 dage.
Floden danner grænse mellem, eller løber gennem 10 amerikanske stater: Minnesota, Wisconsin, Iowa, Illinois, Missouri, Kentucky, Arkansas, Tennessee, Mississippi og Louisiana.
Strækningen fra udspringet til mødet med Ohiofloden kaldes normalt for Øvre Mississippi mens strækningen fra Ohioflodens indløb til udmundingen i Den Mexicanske Golf kaldes Nedre Mississippi. På Øvre Mississippi findes et system af 27 sluser, som gør det muligt at afvikle kommerciel flodtrafik med større lægtere og flodpramme. Nedre Mississippi kontrolleres kun i begrænset omfang. Dog arbejder hærens ingeniørkorps hele tiden på at forhindre, at Mississippi bryder igennem og forener sig med Atchafalayafloden, der udmunder i Golfen ca. 125 km vest for New Orleans. En flod vil altid forsøge at løbe den “nemmeste” vej mod havet, og det vil for Mississippis vedkommende i dag sige gennem Atchafalayaflodens leje. Bryder Mississippi igennem her, antager man, at det vil betyde undergang for byer som Baton Rouge og New Orleans, og derfor prøver man at forhindre, at det sker.
Gennem årene har flodens udmunding skiftet plads adskillige gange. Alene inden for de sidste 3.000 år har floden haft fem forskellige udmundinger, hvoraf den nyeste – og altså nuværende – kun er ca. 500 år gammel. Også flodens øvrige løb skifter jævnligt. Blandt andet har disse ændringer af flodløbet været forårsaget af jordskælv langs New Madrid forkastningen, som ligger tæt på både Memphis, Tennessee og St. Louis, Missouri.
I modsætning til mange andre floder i USA har Mississippifloden et ret stort delta, og havet går aldrig op i flodmundingen. Ved udmundingen findes der en mængde sandbanker, som gør floden lavvandet og vanskelig at sejle ind i. Til gengæld er floden sejlbar meget langt op ad sit løb. Ved andre større floder ligger den første større by typisk på det sted, hvor floden snævrer ind og ikke længere kan besejles af større skibe (jf. fx London, Hamburg eller New York, men Mississippi kan besejles at ret store skibe helt op til Minneapolis i Minnesota, og helt op til Cairo i Illinois er floden faktisk lige bred.

### Dybde og gennemstrømning
Flodens dybeste sted findes ud for Algiers Point ved New Orleans, hvor dybden når ca. 70 meter.
Vandmængden, der løber gennem floden, øges jo længere ned ad floden, man kommer. Ved St. Louis i Missouri er gennemstrømningen ca. 5.500 kubikmeter pr. sekund, og ved Vicksburg i Mississippi er den ca. 16.800 kubikmeter pr. sekund. En del vand ledes fra Mississippi over i Atchafalayafloden, og derfor mindskes vandgennemstrømningen i den sidste del af floden. Ved Baton Rouge er gennemstrømningen derfor kun 12.800 kubikmeter pr. sekund.

### Afvandingsområde
Mississippi har det tredjestørste afvandingsområde i verden. Det overgås i størrelse kun af Amazonfloden i Sydamerika og Congofloden i Afrika. Mississippi afvander det meste af området mellem Rocky Mountains og Appalacherne, og det samlede afvandingsområde er næsten 3 millioner km². Floden afvander 41% af de 48 sammenhængende stater i USA.

### Mississippideltaet
Mississippideltaet er et geografisk og politisk begreb, der bruges på forskellig måde.
I en variant dækker udtrykket det nye landområde, som er dannet af flodens aflejringer i Den Mexicanske Golf gennem de seneste 5.000 år. Dette kaldes af og til "det nuværende delta".
I en anden variant dækker begrebet den nyeste del af "det nuværende delta", nemlig området mellem New Orleans og flodens udmunding, kaldet "det moderne delta" eller "fuglefodsdeltaet", fordi det ligner foden af en fugl. Se billedet.
I staten Mississippi bruges udtrykket "The Delta" (Deltaet) til at beskrive det nordvestlige område i staten, mellem Mississippifloden og [Yazoo-floden]. Dette område er dannet gennem jævnlige oversvømmelser i tusinder af år. Det er næsten helt fladt, og det har noget af verdens mest frugtbare jord. Flere forskellige slags populærmusik har deres oprindelse i "The Delta", fx jazz, rock'n'roll og ikke mindst blues, som området er særligt kendt for i dag.

## Historie
Selve ordet Mississippi kommer enten fra et ojibwe indiansk navn "Messipi", der betyder "stor flod" algonquin indiansk, "Missi Sepe", der betyder "Vandenes fader eller chippewa indiansk, "mici zipi", der betyder "Den Store Flod".
Den første europæer, der nåede floden, var Hernando de Soto i 1541. I hvert fald er der ingen tidligere registrering af, at europæere skulle have set floden. de Soto kaldte floden "Helligåndens Flod" (Rio de Espiritu Santo). I 1673 begyndte to franskmænd, Louis Joliet og Jacques Marquette, at udforske den nordlige del af floden, som de kendte som "Ne Tongo", et navn fra sioux indiansk, der ligesom de øvrige indianske navne betyder "stor flod". I 1682 rejste René Robert Cavelier, Sieur de La Salle ned ad Mississippi fra Great Lakes til Den Mexicanske Golf. Han benyttede lejligheden til at erklære hele flodens afvandingsområde (hvis størrelse og udstrækning, han slet ikke kendte) for fransk territorium.
I 1763 mistede Frankrig ved afslutningen af Syvårskrigen (1756–1763) hele sit territorium i Amerika. England fik retten til alle de franske områder øst for Mississippifloden, mens Spanien fik retten til områderne vest for floden. I 1800 kom området igen tilbage til Frankrig, og i 1803 solgte Napoleon hele Louisiana-territoriet til USA (se evt. Louisiana-købet).
 Forfatteren Mark Twain var født og opvokset ved Mississippi (født i Florida, Missouri og opvokset i Hannibal, Missouri) og han arbejdede i en periode som flodlods. Mange af hans bøger foregår ved floden og handler om livet ved denne, fx Life on the Mississippi der blandt andet fortæller om en af flodens berømte banditter, John Murrell, der var både morder, hestetyv og slavehandler. Også Mark Twains roman Huckleberry Finn foregår ved floden. Og i dag er to af de flodbåde, der sejler med turister i St. Louis, opkaldt efter to af Twains personer, Tom Sawyer og Becky Thatcher.
Ralph Samuelson fra Lake City i Minnesota opfandt vandskisporten på Mississippi i begyndelsen af 1920'erne, og han udførte det første vandskihop i 1925; senere samme år satte han hastighedsrekord på vandski, da han blev trukket med 128 km/t af en flyvebåd.
I 1927 gik floden over sine bredder 145 steder og oversvømmede mere end 70.000 km² i en dybde af op til 10 meter. Også i 1993 gik floden over sine bredder i det, der betegnes som den mest ødelæggende oversvømmelse i USA's nyere historie. 50 mennesker blev dræbt, og der blev anrettet skader for over 15 milliarder dollars.
I 2002 svømmede den slovenske svømmer Martin Strel ned ad hele floden fra udspring til udmunding. I alt 3.885 km på 68 dage.

## Større byer langs Mississippi
- Minneapolis, Minnesota
- St. Paul, Minnesota
- Davenport, Iowa, Iowa
- St. Louis, Missouri
- Memphis, Tennessee
- Greenville, Mississippi
- Vicksburg, Mississippi
- Natchez, Mississippi
- Baton Rouge, Louisiana
- New Orleans, Louisiana

## Væsentlige bifloder
Bifloderne er angivet fra nord mod syd, samt den by (og stat), der ligger nærmest udmundingen i Mississippi
- St. Croixfloden, Minneapolis, Minnesota
- Wisconsinfloden, Bridgeport, Wisconsin
- Rock, Moline, Illinois
- Des Moines, Keokuk, Iowa
- Illinoisfloden, St. Louis, Missouri
- Missourifloden, St. Louis. Missouri
- Ohiofloden, Cairo, Illinois
- Arkansasfloden, Kelso, Arkansas

## Billeder af broer
- Broen fører 10th Avenue over floden i Minneapolis
- F. W. Cappelen Memorial Bridge fører Franklin Avenue i Minneapolis over Mississippifloden.
- Sri Chinmoy Peace Bridge forbinder Minneapolis og St. Paul i Minnesota.
- Third Avenue Bridge i Minneapolis
- Washington Avenue Bridge forbinder to dele af University of Minnesota, der ligger på hver sin bred af Mississippi.
- Eads Bridge er den første større stålbro i verden. Den blev færdigbygget i 1874, og var den første faste forbindelse over Mississippi i St. Louis, Missouri.
- Dr. Martin Luther King Junior Memorial Bridge fører Interstate Highway 64 over Mississippi i St. Louis
- Broen, der forbinder Natchez, Mississippi med Vidalia, Louisiana
- Crescent City Connection eller Greater New Orleans Bridge fører US Highway 90 over Mississippi. På grund af den store vanddybde, tog det lige så lang tid, at bygge bropillen til højre i billedet (New Orleans siden af broen), som det tog at bygge hele resten af broen.

## Andre billeder
- Mississippi syner ikke af meget ved sit udspring i Lake Itasca i Minnesota.
- Wisconsin Great River Road bugter sig mellem floden og klinterne.
- Sluse1. En af de 27 dæmninger med tilhørende sluser på Øvre Mississippi. Denne ligger i Minneapolis, Minnesota.
- Sluse nr. 11 ligger i Dubuque, Iowa.
- Den 27. sluse ligger lidt nord for St. Louis, Missouri, nær udmundingen af Missourifloden. På billedet ses to broer, forrest Interstate 270 Bridge og bagest Chain of Rock Bridge, der tidligere førte Route 66 over Mississippi. De to "tårnagtige" bygninger i floden lige bag broen er vandindtag, der opsamler flodvand til drikkevand. Midt i billedet til højre ses vandbassiner, der tilhører St. Louis vandforsyning.
- St. Louis' vartegn Gateway Arch set fra floden.
- Flodpramme, set fra toppen af Gateway Arch.
- Mississippi set mod nord, fra Natchez, Mississippi
- Skyskraberne i New Orleans set fra Mississippi.
- Fortøjede flodpramme losser kul uden for New Orleans.
- Også større skibe end flodpramme sejler op ad floden. Her er et containerskib på vej mod New Orleans.
- For at holde floden dyb nok til at store skibe kan gå til kaj, pumpes aflejret mudder ud i midten af floden, hvor det skylles med strømmen
- Ved Algiers Point ved New Orleans drejer floden meget skarpt, og selvom alle skibe skal have lods på vej op ad floden, skal de her ydermere "adlyde" kommandoer fra en lods i land, da man ikke ude på floden kan se, om der kommer modgående skibe. Her opnår floden sin største dybde på ca. 70 m.
- Men selv i dag sejler der "flodbåde" på Mississippi, her ved Chalmette, Louisiana.
- De fleste sejler dog kortere eller længere ture med turister, her flodbåden Natchez, der sejler ture fra New Orleans.
- Natchez er en de kun 7 "sternwheelere" der stadig sejler på Mississippi. Den drives stadig med damp, om end kulfyret er skiftet ud med et oliefyr.